# Jean Simon
Jean Simon, castellanizado Juan Simón, nacido en Francia en año desconocido, fue el capataz de los peones criollos de la colonia de Luis Vernet en las islas Malvinas desde 1829 hasta 1833. Cuando ocurrió la ocupación británica de las islas, José María Pinedo lo nombró comandante político y militar provisional de las islas en nombre del gobierno argentino, pese a que era analfabeto. Falleció asesinado el 26 de agosto de 1833 por Antonio El Gaucho Rivero y sus hombres.

## Biografía

### Malvinas
En junio de 1829, Luis Vernet había sido nombrado Primer Comandante Político y Militar de las islas Malvinas, trasladándose a las islas poco tiempo después junto a su familia y colonos.  Luego del Ataque del USS Lexington a Puerto Soledad, del motín y asesinato de José Francisco Mestivier y del aumento del interés británico por el control de las islas, el 2 de enero de 1833 el capitán británico John Onslow al mando de corbeta HMS Clio expulsó a las autoridades, guarnición militar y parte de la población civil argentina de las islas, tomando posesión para el Reino Unido.
José María Pinedo, al mando de la goleta Sarandí, antes de partir a Buenos Aires se limitó a dejar a Jean Simón como comandante político y militar provisional en nombre del gobierno argentino. También lo dejó encargado de izar la bandera argentina, que fue arriada por los británicos el 3 de enero. Unos días más tarde, y sin más instrucciones por cumplir, los británicos abandonaron dejando a los pocos colonos al mando de Simon. El 3 de marzo Matthew Brisbane se hizo cargo de las islas como administrador interino y confirmó a Jean Simon en su cargo de capataz.
En las islas crecía el descontento entre los criollos, en su mayoría gauchos y charrúas. Se les había prohibido viajar a Buenos Aires, y Jean Simon (de confianza para los criollos), apoyado por Brisbane y con la excusa de la ocupación británica, intentaba extenderles las ya pesadas tareas campestres, entre otros excesos de autoridad. Simon fundamentaba sus exigencias en un supuesto nuevo statu quo vigente desde la reciente invasión de la Clio. Algunos autores agregan otros motivos de discordia: puesto que los criollos le debían dinero a Simon por cuestiones de juego y naipes, se les había prohibido viajar a Buenos Aires; también se les negaba el uso de caballos para desplazarse por el rudo terreno, etc. La falta de noticias desde Buenos Aires, la demora de una supuesta y anhelada operación argentina de recuperación del archipiélago, los excesos de las nuevas autoridades, y el descubrimiento de que estas actuaban en perfecta armonía con los británicos, terminaron exaltando aún más los ánimos en la colonia.

### Asesinato

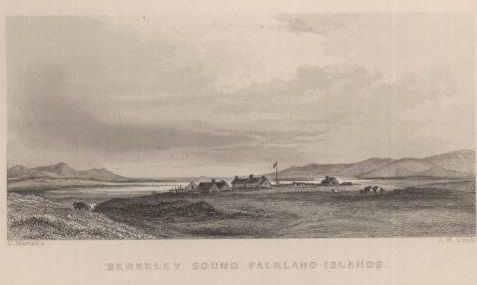
Litografía de Puerto Soledad en 1833.

En desacuerdo con la nueva situación, un grupo de tres gauchos rioplatenses y cinco indios charrúas se sublevó el 26 de agosto de 1833 bajo el liderazgo del Gaucho Rivero. Estos rebeldes estaban armados con facones, espadas, pistolas, boleadoras y viejos mosquetes, en contraste con las pistolas y fusiles con los que contaban sus oponentes. Aprovechando la ausencia del teniente Lowe y sus hombres, que se habían alejado por mar en una expedición de caza de lobos marinos, a media mañana, lanzaron una serie de breves ataques sorpresa contra individuos de la colonia de Vernet. En pocas horas fueron muertos Brisbane, Dickson, Simon, y otros dos colonos: Ventura Pasos y el alemán Antonio Vehingar. Simon, antes de morir, estaba salando cueros.
Thomas Helsby, otro empleado al servicio de Vernet, escribió un informe sobre los asesinatos. El relata que alrededor de las diez de la mañana del 26 de agosto, partió a la casa de Brisbane para comprar un poco de aceite a William Dickson, a quien encontró en la casa de Antonio Wagner. Al salir, pasó por la casa de Santiago López y se encontró con Rivero y sus hombres fuertemente armados. Alarmado, corrió a la casa de Brisbane por ayuda, pero la encontró cerrada y no le respondía. Otros residentes le informaron que Brisbane había sido asesinado, junto a Juan Simón.